# نقيل السيد (بعدان)

تعديل مصدري - تعديل

نقيل السيد محلة تابعة لقرية خواله والصيرات، التابعة لعزلة بني عواض بمديرية بعدان إحدى مديريات محافظة إب في الجمهورية اليمنية، بلغ تعداد سكانها 30 حسب تعداد اليمن لعام 2004.